# ودینگشتدت
ودینگشتدت (به آلمانی: Weddingstedt) یک شهر در آلمان است که در دیمارشن واقع شده‌است. ودینگشتدت ۲٬۳۳۴ نفر جمعیت دارد.